# واله‌کروزیا
واله‌کروزیا (به ایتالیایی: Vallecrosia) یک کومونه در ایتالیا است که در استان ایمپریا واقع شده‌است. واله‌کروزیا ۳٫۶ کیلومتر مربع مساحت و ۷٬۲۶۴ نفر جمعیت دارد.